# Montlebon
Montlebon település Franciaországban, Doubs megyében. Lakosainak száma 2227 fő (2022. január 1.). Montlebon Les Fins, Grand’Combe-Châteleu, Villers-le-Lac és Morteau községekkel határos.

## Népesség
A település népességének változása:
| Lakosok száma | 1435 | 1404 | 1587 | 1873 | 1984 | 2024 | 2081 | 2129 | 2190 | 2227 |
|               | 1968 | 1982 | 1990 | 2006 | 2013 | 2015 | 2017 | 2019 | 2020 | 2022 |